# USS 엔터프라이즈 (NCC-1701-D, 안티 타임라인)
USS 엔터프라이즈(영어: The USS Enterprise NCC-1701-D in Anti-timeline)는 안티-타임라인 (Anti-timeline, 반시간)의 역사 기준으로 볼 때 2388년 기준 활동중인 함선이다. 계열은 '갤럭시 드레드노트'(Galaxy Dreadnaught)이며 장거리 고속 워프를 위해 3개의 워프 나셀을 탑재하고 있으며 클링온과 전쟁중인 미래를 배경으로 한것 때문인지 전투력면에서 대단히 강화된 면모를 보이고있다. 더 늘어난 셔틀베이, 그리고 페이저캐논과 과출력 페이저포를 장착하였고, 또한 키토머 조약이 깨지면서 클록킹 장치를 장착하였다.
함장은 윌리엄 '톰' 라이커 제독이다. 평행 현실에서는 유일하게 무기 발사 (페이저) 장면이 나온 함선이다. 이외의 함선으로는 "10분의 4" 함장이 지휘하는 USS 빅토리 (NCC-170147)등이 있다.

## 장교
1. 함장 : 윌리엄 톰 라이커 제독 (?~2388~?)